# I-utjip kkonminam
I-utjip kkonminam (hangeul: 이웃집 꽃미남, lett. I bei ragazzi vicini di casa; titolo internazionale My Cute Guys, meglio conosciuta come Flower Boys Next Door) è una serie televisiva sudcoreana trasmessa su tvN e OnStyle dal 7 gennaio al 25 febbraio 2013. Basata sul webtoon Naneun mae-il gureul humchyeobonda (나는 매일 그를 훔쳐본다, lett. Lo osservo ogni giorno) di Yoo Hyun-sook, è la terza serie, dopo Kkonminam ramyeongage e Dakchigo kkonminam band, a far parte del progetto del canale tvN "Oh! Boy" indirizzato ai giovani, nel quale i protagonisti maschili sono dei ragazzi carini ("ragazzi dei fiori").

## Trama
Go Dok-mi è una timida redattrice freelance che, per ragioni sconosciute, si rifiuta di uscire dal suo appartamento e interagisce con gli altri il meno possibile. Ogni giorno, la ragazza osserva di nascosto dalla propria finestra la vita quotidiana del dirimpettaio, Han Tae-joon, del quale si è innamorata a prima vista l'ultima volta che è uscita all'aperto. Accanto all'appartamento di Dok-mi vive il disegnatore di webtoon Oh Jin-rak, che, vistosi rifiutare il suo ultimo lavoro perché sospettato di plagiare un videogioco di Enrique Geum, propone alla sua editrice un nuovo webtoon sulla vita di Dok-mi. Intanto, Enrique Geum arriva a Seul dalla Spagna per fare da cupido tra la sua migliore amica Yoon Seo-young, della quale è innamorato, e suo cugino Han Tae-joon. Ospite di Tae-joon, Enrique sorprende Dok-mi che lo spia. Lo stesso giorno, il nuovo inquilino Ryu Watanabe si trasferisce nell'appartamento di fronte a quello di Dok-mi. L'arrivo di tutti questi uomini mette sottosopra il mondo solitario e tranquillo di Dok-mi.

## Personaggi
- Go Dok-mi, interpretata da Park Shin-hye.
Una moderna Raperonzolo che si è chiusa in casa per nascondersi dal mondo.
- Enrique Geum, interpretato da Yoon Shi-yoon.
Un genio che ha sviluppato un videogioco di grande successo a 17 anni, è loquace, amante del divertimento e adora il calcio.
- Oh Jin-rak, interpretato da Kim Ji-hoon.
Un disegnatore alle prime armi di webtoon, è caparbio e dalla personalità difficile. È innamorato di Dok-mi.
- Oh Dong-hoon, interpretato da Go Kyung-pyo.
Il compagno di stanza di Jin-rak e suo assistente, è noto in tutto il quartiere per il suo aspetto chic e l'astuzia.
- Cha Do-hwi, interpretata da Park Soo-jin.
Un'imprenditrice che gestisce un centro commerciale, ha un'immagine elegante e alla mano, ma la sua cordialità non si estende a Dok-mi, che trattava male al liceo. S'innamora di Jin-rak e tenta di conquistarlo.
- Yoon Seo-young, interpretata da Kim Yoon-hye.
La migliore amica di Enrique e primo amore, è uno spirito libero che si concentra con tutta se stessa nell'ottenere ciò che vuole.
- Han Tae-joon, interpretato da Kim Jung-san.
Il cugino più grande di Enrique, ha una relazione complicata con Seo-young e viene osservato da lontano da Dok-mi.
- Ryu Watanabe, interpretato da Kouki Mizuta.
Un giapponese arrivato in Corea per impararne la cucina.
- Kim Seul-gi, interpretata da Kim Seul-gi.
È l'editrice di Jin-rak e Dong-hoon.

## Episodi e ascolti
| Episodio | Titolo | Data di trasmissione | Dati AGB (livello nazionale) |
| -------- | --- | -------------------- | ---------------------------- |
| 1        | 나는 매일 그를 훔쳐본다 (Lo guardo ogni giorno)                                                                             | 7 gennaio 2013       | 0,552%                       |
| 2        | 날 좀 내버려둬 제발!!! (Lasciami in pace, per favore!!!)                                                                    | 8 gennaio 2013       | 0,841%                       |
| 3        | 첫사랑은 아프고 짝사랑은 슬프다 (Il primo amore fa male e l'amore non corrisposto è triste)                                 | 14 gennaio 2013      | 1,228% (tvN e OnStyle)       |
| 4        | 착한 거짓말, 하얀 거짓말은 없다? (Non esistono cose come le bugie gentili o le bugie bianche?)                              | 15 gennaio 2013      | 1,504% (tvN e OnStyle)       |
| 5        | 우연처럼 널 만나기 위해 백가지 이유를 만들어 (Ho inventato cento motivi per incontrarti per caso)                           | 21 gennaio 2013      | 1,309% (tvN e OnStyle)       |
| 6        | 만남의 연관 검색어는 인연과 악연다음 (Le parole chiave correlate di "incontro" sono "destino" e "disgrazia")                | 22 gennaio 2013      | 1,690% (tvN e OnStyle)       |
| 7        | 오만과 편견과 오해 (Orgoglio e pregiudizio e malinteso)                                                                     | 28 gennaio 2013      | 1,445% (tvN e OnStyle)       |
| 8        | 전방에 터널 위험 구간입니다 (C'è una zona di tunnel pericolosi avanti)                                                      | 29 gennaio 2013      | 1,409% (tvN e OnStyle)       |
| 9        | 아는 만큼 사랑한다. 사랑하는 만큼 안다 (Ti amo tanto quanto ti conosco. Ti conosco tanto quanto ti amo)                     | 4 febbraio 2013      | 1,003% (tvN e OnStyle)       |
| 10       | 적을 알고 싶다면 내 눈이 아닌 그의 눈으로 보라! (Se vuoi conoscere il tuo nemico, guarda con i suoi occhi, non con i tuoi!) | 5 febbraio 2013      | 1,390% (tvN e OnStyle)       |
| 11       | 다시 예전의 내가 될 수 있을까? (Come posso tornare a essere la vecchia me?)                                                 | 11 febbraio 2013     | 1,356%                       |
| 12       | 바람이 분다. 당신이 좋다 (Il vento soffia. Mi piaci)                                                                        | 12 febbraio 2013     | 1,470%                       |
| 13       | 새로운 꿈을 꾸라는 것일까? (Sognare è un nuovo sogno?)                                                                      | 18 febbraio 2013     | 1,302%                       |
| 14       | 사랑은 때로 각자 다른 두 개의 지도를 보는 것이다 (L'amore è vedere diverse mappe a volte)                                   | 19 febbraio 2013     | 1,121%                       |
| 15       | 사랑은 때론 먼 길을 원한다 (L'amore a volte cerca una strada lunga)                                                         | 25 febbraio 2013     | 1,190%                       |
| 16       | 네 이웃을 사랑하라 (Ama il prossimo tuo)                                                                                    | 26 febbraio 2013     | 1,409%                       |

## Colonna sonora
1. Flower Boys Next Door (Title) (이웃집 꽃미남 (Title)) – Leekeugeobook
2. Ready-Merry-Go! (레디메리Go!) – Romantic Punch
3. Talkin' Bout Love – J Rabbit
4. I Wish It Was You (너였으면 좋겠어) – Lee Jung
5. Pitch Black (새까맣게) – Park Shin-hye
6. I Want to Date You (사귀고 싶어) – Yoon Shi-yoon
7. Memories of That Day (그날의 기억들) – Leekeugeobook
8. I Wake Up Because of You (너 땜에 잠이 깨) – Kim Seul-gi feat. Go Kyung-pyo
9. Look at Me (나를 좀 봐봐) – Son Hoyoung
10. Pitch Black (Acoustic ver.) (새까맣게 (Acoustic Ver.)) – Park Shin-hye
11. I Wish It Was You (Inst.)
12. Talkin' Bout Love (Inst.)
13. I Want to Date You (Inst.)
14. I Wake Up Because of You (Inst.)
15. Ready-Merry-Go! (Inst.)
16. About Her (That Woman's Story) Theme (About Her 그 여자 이야기 Theme) – Leekeugeobook